# پامچال بولی
پامچال بولی (نام علمی: Primula bulleyana) نام یک گونه از سرده پامچال است.